# Voisines (Yonne)
Pour les articles homonymes, voir Voisines.
Voisines est une commune française située dans le département de l'Yonne en région Bourgogne-Franche-Comté.
Ses habitants sont appelés les Voisinats.

## Géographie
La ville de Voisines se situe à 15 km de Sens et à 12 km de Villeneuve-l'Archevêque.

### Climat
Pour des articles plus généraux, voir Climat de la Bourgogne-Franche-Comté et Climat de l'Yonne.
En 2010, le climat de la commune est de type climat océanique dégradé des plaines du Centre et du Nord, selon une étude du Centre national de la recherche scientifique s'appuyant sur une série de données couvrant la période 1971-2000. En 2020, Météo-France publie une typologie des climats de la France métropolitaine dans laquelle la commune est exposée à un climat océanique altéré et est dans la région climatique  Nord-est du bassin Parisien, caractérisée par un ensoleillement médiocre, une pluviométrie moyenne régulièrement répartie au cours de l’année et un hiver froid (3 °C). 
Pour la période 1971-2000, la température annuelle moyenne est de 10,7 °C, avec une amplitude thermique annuelle de 15,5 °C. Le cumul annuel moyen de précipitations est de 783 mm, avec 12,4 jours de précipitations en janvier et 7,8 jours en juillet. Pour la période 1991-2020, la température moyenne annuelle observée sur la station météorologique de Météo-France la plus proche, « Sens », sur la commune de Sens à 10 km à vol d'oiseau, est de 11,9 °C et le cumul annuel moyen de précipitations est de 644,7 mm. 
La température maximale relevée sur cette station est de 42,4 °C, atteinte le 25 juillet 2019 ; la température minimale est de −22,6 °C, atteinte le 14 février 1956,,. 
Les paramètres climatiques de la commune ont été estimés pour le milieu du siècle (2041-2070) selon différents scénarios d'émission de gaz à effet de serre à partir des nouvelles projections climatiques de référence DRIAS-2020. Ils sont consultables sur un site dédié publié par Météo-France en novembre 2022.

## Urbanisme

### Typologie
Au 1er janvier 2024, Voisines est catégorisée commune rurale à habitat dispersé, selon la nouvelle grille communale de densité à sept niveaux définie par l'Insee en 2022.
Elle est située hors unité urbaine. Par ailleurs la commune fait partie de l'aire d'attraction de Sens, dont elle est une commune de la couronne,. Cette aire, qui regroupe 65 communes, est catégorisée dans les aires de 50 000 à moins de 200 000 habitants,.

### Occupation des sols
L'occupation des sols de la commune, telle qu'elle ressort de la base de données européenne d’occupation biophysique des sols Corine Land Cover (CLC), est marquée par l'importance des territoires agricoles (78,9 % en 2018), une proportion sensiblement équivalente à celle de 1990 (78,8 %). La répartition détaillée en 2018 est la suivante : 
terres arables (76 %), forêts (19,8 %), zones agricoles hétérogènes (2,9 %), zones urbanisées (1,3 %). L'évolution de l’occupation des sols de la commune et de ses infrastructures peut être observée sur les différentes représentations cartographiques du territoire : la carte de Cassini (XVIIIe siècle), la carte d'état-major (1820-1866) et les cartes ou photos aériennes de l'IGN pour la période actuelle (1950 à aujourd'hui).

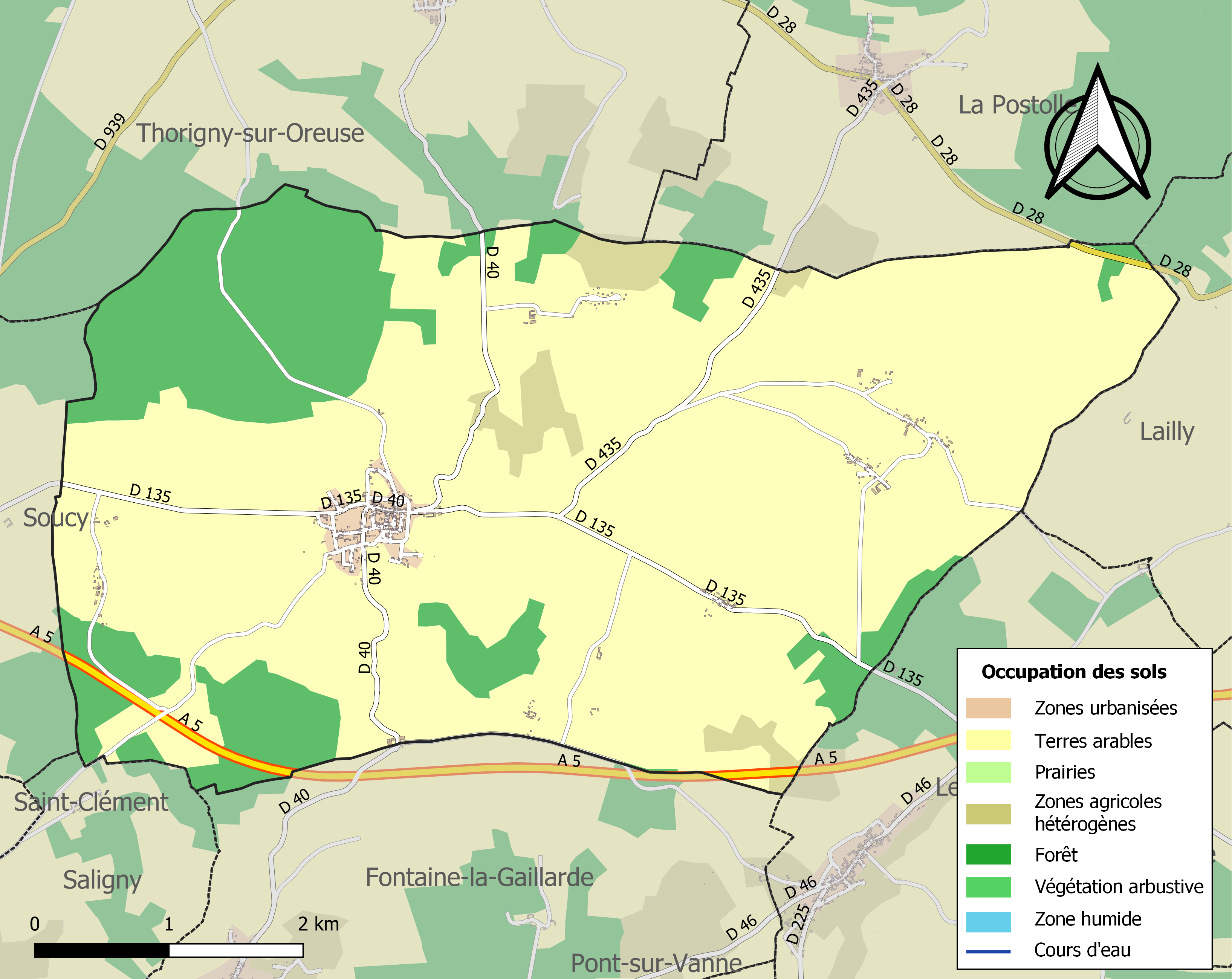
Carte des infrastructures et de l'occupation des sols de la commune en 2018 (CLC).

## Histoire
Apparemment, le village appartient initialement au domaine foncier sénonais de la Couronne centré autour de Mâlay-le-Roi. De ce fait, les habitants bénéficient de la charte de franchise de la cité de Sens. Peu de temps après, Dreux de Mello, futur connétable du royaume de France, se manifeste. Il est permis de supposer que le roi a donné à son chef des armées la seigneurie de Voisines pour le rétribuer, n'ayant lui-même aucun projet pour le Sénonais. Trop âgé, Dreux de Mello, par ailleurs seigneur de Saint-Bris près d'Auxerre, ne sera pas présent à la bataille de Bouvines en 1214. Né en 1138, il décède en 1218.
La seigneurie de Voisines sera conservée par une branche cadette de la maison de Traînel, par mariage avec une fille du connétable de France, pendant moins d'un siècle et demi. Un château est construit près de la source du ru de la Mauvotte. Il est détenu par Anseau V de Traînel, dit aussi de Voisines, maréchal puis connétable de Champagne. L'archevêque de Sens y autorise l'érection d'une chapelle.
Juste avant la première phase de la guerre de Cent Ans, la seigneurie est vendue et finit par entrer en possession des moines de Saint-Jean de Sens. Le village est fortifié, comme tant d'autres de la région, durant le règne de François Ier, après le désastre de Pavie. Cette urbanisation est suivie de l'émergence de faubourgs.
Pendant les guerres civiles dites de Religion, les souverains Valois contraignent l’Eglise de France à financer leur effort de défense. Saint-Jean abandonne la seigneurie sous réserve de réméré. Les moines rachèteront plus tard leur seigneurie pour la conserver jusqu'à la Révolution.

## Économie
Le village au XVIe siècle agglomère des vignerons et des artisans, tels les chauriers (fabricants de chaux), des meuniers (trois moulins à eau), des tuiliers. Des services sont alors disponibles (chirurgiens) avec des commerces (bouchers).

## Politique et administration
| Période | Période | Identité                   | Étiquette | Qualité |
| ------- | ------- | -------------------------- | --------- | ------- |
| 1900    | 1919    | Louis Remy                 |           |         |
| 1919    | 1921    | Adolphe Lhoste             |           |         |
| 1921    | 1934    | Lucien Jarlat              |           |         |
| 1934    | 1944    | Marcel Bernisset           |           |         |
| 1944    | 1956    | Emile Broussouloux         |           |         |
| 1956    | 1983    | Roland Coquelet            |           |         |
| 1983    | 2001    | Jean Beaudot               |           |         |
| 2001    | 2008    | Philippe Van Den Driessche |           |         |
| 2008    | 2014    | Marceau Vanhove            |           |         |
| 2014    | 2020    | Anne Grégoire              |           |         |
| 2020    | 2026    | Gérard Ganet               |           |         |

## Démographie
L'évolution du nombre d'habitants est connue à travers les recensements de la population effectués dans la commune depuis 1793. Pour les communes de moins de 10 000 habitants, une enquête de recensement portant sur toute la population est réalisée tous les cinq ans, les populations de référence des années intermédiaires étant quant à elles estimées par interpolation ou extrapolation. Pour la commune, le premier recensement exhaustif entrant dans le cadre du nouveau dispositif a été réalisé en 2005.

En 2022, la commune comptait 528 habitants, en évolution de +5,18 % par rapport à 2016 (Yonne : −1,95 %, France hors Mayotte : +2,11 %).
| 1793 | 1800 | 1806 | 1821 | 1831 | 1836 | 1841 | 1846 | 1851 |
| ---- | ---- | ---- | ---- | ---- | ---- | ---- | ---- | ---- |
| 651  | 616  | 607  | 667  | 715  | 754  | 715  | 766  | 768  |

| 1856 | 1861 | 1866 | 1872 | 1876 | 1881 | 1886 | 1891 | 1896 |
| ---- | ---- | ---- | ---- | ---- | ---- | ---- | ---- | ---- |
| 795  | 801  | 767  | 733  | 681  | 644  | 618  | 602  | 548  |

| 1901 | 1906 | 1911 | 1921 | 1926 | 1931 | 1936 | 1946 | 1954 |
| ---- | ---- | ---- | ---- | ---- | ---- | ---- | ---- | ---- |
| 527  | 513  | 482  | 433  | 463  | 466  | 422  | 451  | 395  |

| 1962 | 1968 | 1975 | 1982 | 1990 | 1999 | 2005 | 2006 | 2010 |
| ---- | ---- | ---- | ---- | ---- | ---- | ---- | ---- | ---- |
| 349  | 283  | 234  | 283  | 299  | 342  | 378  | 390  | 461  |

| 2015 | 2020 | 2022 | - | - | - | - | - | - |
| ---- | ---- | ---- | - | - | - | - | - | - |
| 504  | 515  | 528  | - | - | - | - | - | - |

## Lieux et monuments
- Église Saint-Sulpice (XIIIe siècle) inscrite à l'inventaire des monuments historiques[20]
- Chapelle Sainte-Reine construite de 1826 à 1828 par un particulier dont un vœu a été exaucé[21].

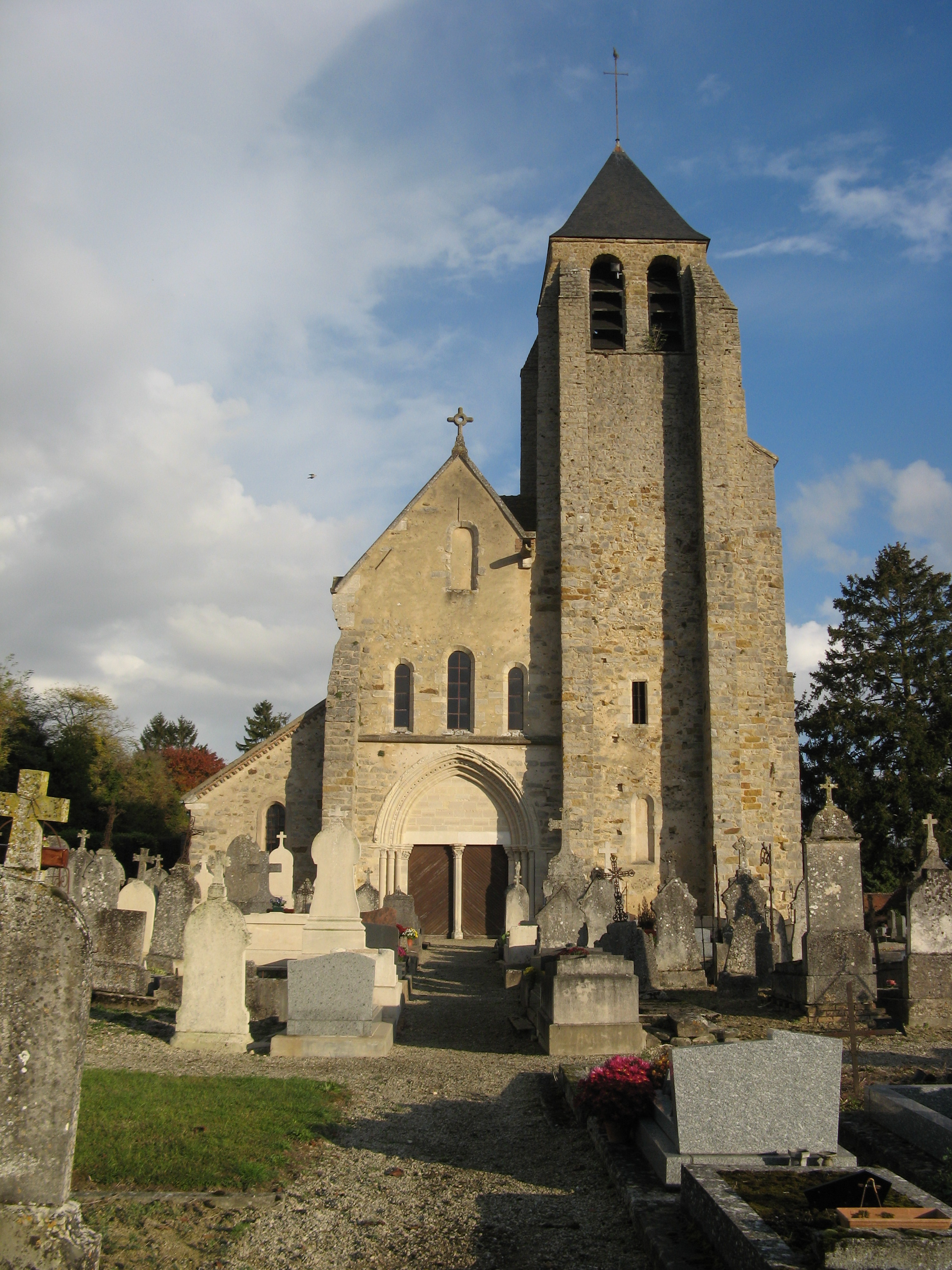
Église.
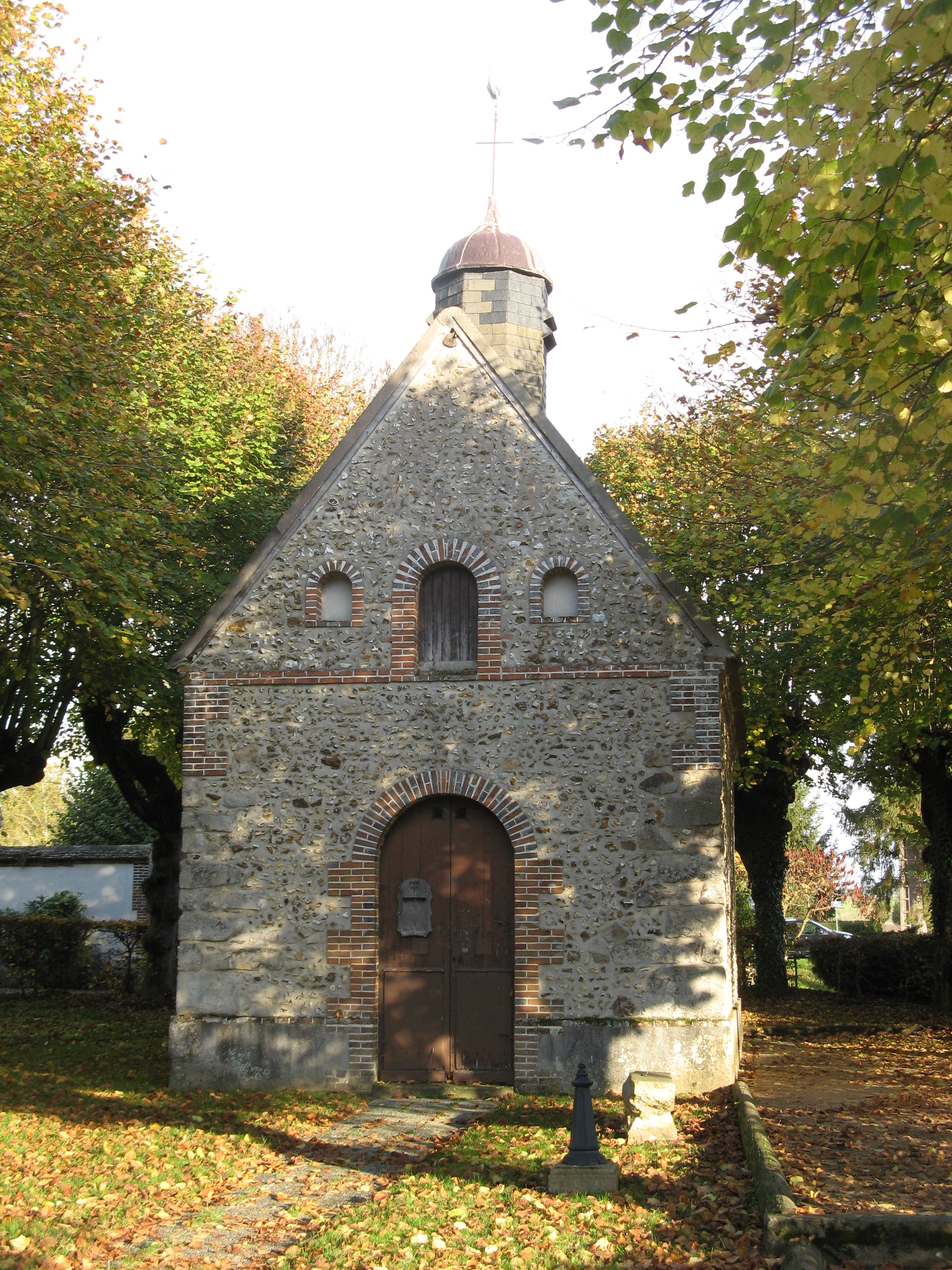
Chapelle Sainte-Reine.
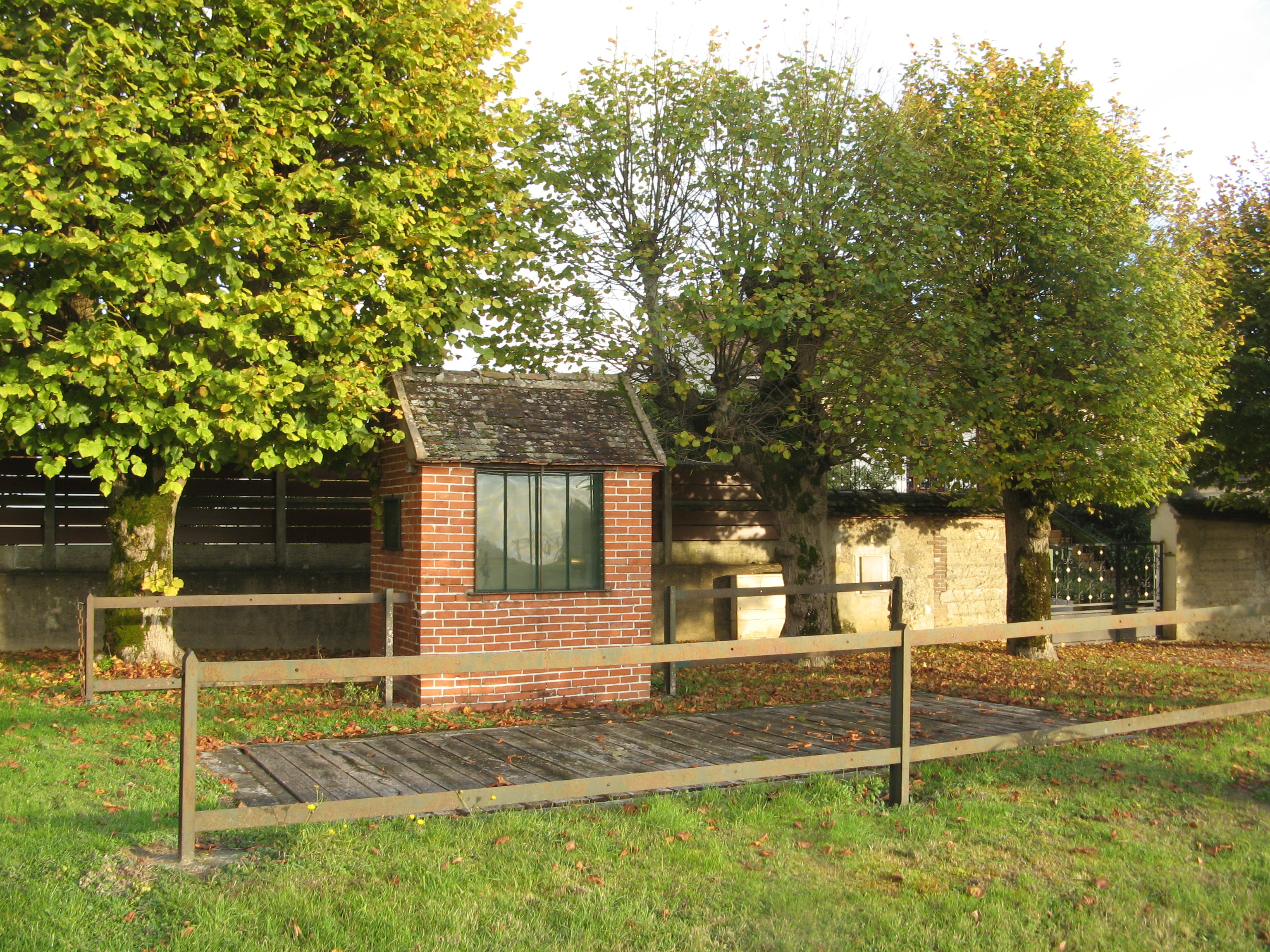
Poids public.

## Personnalités liées à la commune
- Frede (Suzanne Baulé, dite), animatrice puis directrice de cabarets à Paris et Biarritz qui apparaît comme personnage dans deux ouvrages du prix Nobel de littérature 2014 Patrick Modiano[22], a vécu durant l'Occupation à Voisines, et y a conservé une maison jusqu'en 1960.
- Membres du groupe Gong : D'octobre 1970 à octobre 1973, un ancien pavillon de chasse situé sur la commune, Le Pavillon du Hay, a servi de refuge communautaire aux musiciens, managers et techniciens du groupe rock psychédélique franco-britannique Gong, où y furent bien souvent écrits, répétés ou enregistrés certains des titres de leurs albums de l'époque et notamment, du 3 au 16 août 1973, Angel's Egg (Radio Gnome Invisible part 2) ainsi que The Golden Vibe, double album de Steve Hillage sorti en 2019[23],[24].

## Pour approfondir